# Những câu chuyện về cậu bé Caillou
Những câu chuyện về cậu bé Caillou là một bộ phim truyền hình dành cho trẻ em của giáo dục Canada lần đầu tiên được chiếu trên Télétoon và Teletoon, với tập đầu tiên phát sóng trên kênh cũ vào ngày 15 tháng 9 năm 1997; chương trình sau đó được chuyển đến Treehouse TV, với tập cuối cùng được chiếu trên kênh đó vào ngày 3 tháng 10 năm 2010.